# Рыкованов, Георгий Николаевич
Гео́ргий Никола́евич Рыкова́нов (род. 9 февраля 1954  года, Вологда) — советский и российский физик-ядерщик, организатор науки, доктор физико-математических наук (1998), профессор.
Академик РАН (2011; член-корреспондент 2003). Герой Труда Российской Федерации (2020). Лауреат двух Государственных премий РФ (2002, 2010) и премии Правительства РФ.

## Биография
В 1969 году поступил в специализированную школу-интернат № 45 при Ленинградском государственном университете и в 1971 году окончил её. В 1977 году окончил Московский инженерно-физический институт.
С 1977 года работает во Всесоюзном научно-исследовательском институте технической физики (ныне РФЯЦ-ВНИИТФ имени академика Е. И. Забабахина), с 1995 года — начальник теоретического отделения, с 1996 года — зам. научного руководителя-начальник теоретического отделения; с 1998 года — первый заместитель директора-первый заместитель научного руководителя-начальник теоретического отделения. С 1998 года по 2012 год — директор РФЯЦ-ВНИИТФ (уволен по собственному желанию). С 31 мая 2012 года — научный руководитель РФЯЦ-ВНИИТФ.
Научные интересы в области ядерной энергетики, разработки ядерного оружия. Труды по гидродинамике, турбулентности, детонации, физике термоядерного синтеза, физике высоких плотностей энергии, экстремальным состояниям вещества, разработке лазерных и оптоэлектронных систем. Предложил эмпирическую модель кинетики детонации низкочувствительных взрывчатых веществ. Автор более 350 научных трудов.
Участник разработки серийных образцов ядерных зарядов, стоящих на вооружении Российских вооруженных сил.
В 2003 году избран членом-корреспондентом РАН по Отделению энергетики, машиностроения, механики и процессов управления (секция энергетики). В 2011 году избран действительным членом РАН.

## Награды
- Герой Труда Российской Федерации (2020)
- Орден «За заслуги перед Отечеством» IV степени (2005)
- Орден Александра Невского (2015)[8].
- Орден «Знак Почёта» (1985)
- Государственная премия Российской Федерации[9][10] (2002, 2009)
- Почётный гражданин Челябинской области (5 марта 2018) — за многолетний добросовестный труд, большой личный вклад в развитие науки и обороноспособности страны[11]
- Золотая медаль имени академика С.В. Вонсовского (УрО РАН, 21 февраля 2019) — за выдающийся вклад в развитие научных исследований в области физики и развитие сотрудничества РФЯЦ-ВНИИТФ с академическими институтами